# 塞舌爾棘鱗魚
塞舌爾棘鱗魚為輻鰭魚綱金眼鯛目金鱗魚亞目金鱗魚科的其中一種，分布於西印度洋區，包括阿曼、塞席爾群島、留尼旺、葛摩、馬達加斯加、英屬印度洋領地海域，棲息深度2-6公尺，體長可達27公分，棲息在水淺的珊瑚礁區。

## 擴展閱讀
維基物種上的相關：塞舌爾棘鱗魚